# HLA DR3-DQ2
O HLA DR3-DQ2 é um duplo sorotipo que reconhece especificamente células de indivíduos portadores de um multigene haplótipo HLA, DR, DQ. Certos genes HLA, DR e DQ são conhecidos por estarem envolvidos em doenças autoimunes.